# Champoux
Champoux är en kommun i departementet Doubs i regionen Bourgogne-Franche-Comté i östra Frankrike. Kommunen ligger i kantonen Marchaux som tillhör arrondissementet Besançon. År 2022 hade Champoux 90 invånare.

## Befolkningsutveckling
Antalet invånare i kommunen Champoux
Referens:INSEE